# Stephanoberyciformes
Os Stephanoberyciformes são uma ordem de peixes actinopterígeos.

## Famílias
- Melamphaidae
- Gibberichthyidae
- Stephanoberycidae
- Hispidoberycidae